# Szerbiai Hazafias Szövetség
A Szerbiai Hazafias Szövetség (szerbül: Српски патриотски савез / Srpski patriotski savez), 2018-ban alakult szerb politikai párt volt Szerbiában. Elnöke Aleksandar Šapić szerb sportoló volt. 2021. május 26-án a párt beolvadt a Szerb Haladó Pártba.

## A párt elnökei
| A Szerbiai Hazafias Szövetség elnökei | A Szerbiai Hazafias Szövetség elnökei | A Szerbiai Hazafias Szövetség elnökei |
| Név                                   | hivatal kezdete                       | hivatal vége                          |
| ------------------------------------- | ------------------------------------- | ------------------------------------- |
| Aleksandar Šapić                      | 2018                                  | 2021                                  |

## Választási eredmények
| Választás | Szavazatok száma | Szavazatok aránya | Mandátumok száma | Mandátumok aránya | Parlamenti szerepe |
| --------- | ---------------- | ----------------- | ---------------- | ----------------- | ------------------ |
| 2020-as   | 123 393          | 3,83%             | 11               | 4,4%              | kormánypárt        |